# Eremobiotus ginevrae
Espèce
Eremobiotus ginevrae est une espèce de tardigrades de la famille des Isohypsibiidae.

## Distribution
Cette espèce se rencontre en Italie en Sicile, en Israël et en Russie.

## Publication originale
- Lisi, Binda & Pilato, 2016 : Eremobiotus ginevrae sp. nov. and Paramacrobiotus pius sp. nov., two new species of Eutardigrada. Zootaxa, no 4103 (4), p. 344–360.